# Semium hirtum
Semium hirtum är en insektsart som beskrevs av Reuter 1876. Semium hirtum ingår i släktet Semium och familjen ängsskinnbaggar. Inga underarter finns listade i Catalogue of Life.